# Халлетсвилл
Халлетсвилл (англ. Hallettsville) — город в США, расположенный в юго-восточной части штата Техас, административный центр округа Лавака. По данным переписи за 2010 год число жителей составляло 2550 человек, по оценке Бюро переписи США в 2018 году в городе проживало 2605 человек.

## История

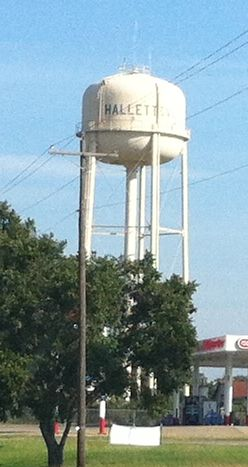
Водонапорная башня Халлетсвилла

Поселение было названо в честь семьи первых поселенцев, Джона и Маргарет Халлетт, получивших земельный грант от Стивена Остина в 1831 году. В 1836 году, после смерти мужа, Маргарет пожертвовала землю для города. В 1842 году Халлетсвилл был выбран административным центром округа Ла-Бака, однако вскоре округ был расформирован. В 1846 году, после того, как Техас присоединился к США, был создан округ Лавака и Халлетсвилл стал административным центром нового округа. В 1849 году в городе открылось почтовое отделение. В 1852 году в Халлетсвилле была открыта одна из первых частных школ округа, Alma Male and Female Institute, однако уже во время гражданской войны её закрыли. В 1860 году начался выпуск первой газеты округа, Hallettsville Lone Star. 13 августа 1870 года жители Халлетсвилла проголосовали за устав города, однако уже в 1875 году местное самоуправление было упразднено. Повторно устав был принят 29 июня 1888 года.
Многие жители, поселившиеся в регионе в конце XIX века, были выходцами из Германии и Чехии. В 1881 года была открыта школа Sacred Heart Academy, а в конце 1880-х открылись публичные школы города. В 1887 году через город была построена железная дорога San Antonio and Aransas Pass Railway, и Халлетсвилл стал важным торговым и транспортным центром региона. К 1892 году в городе работала электростанция и система водоснабжения, работавшая на воде из артезианских колодцев. Экономика региона базируется на сельском хозяйстве, фермеры выращивают рис, кукурузу, фрукты и пеканы, запасают сено, разводят скот.

## География
Халлетсвилл находится в центральной части округа, его координаты: 29°26′35″ с. ш. 96°56′37″ з. д..
Согласно данным бюро переписи США, площадь города составляет около 7,1 км2, полностью занятых сушей.

### Климат
Согласно классификации климатов Кёппена, в Халлетсвилле преобладает влажный субтропический климат (Cfa).
| Показатель                    | Янв.  | Фев. | Март | Апр. | Май  | Июнь | Июль | Авг. | Сен. | Окт. | Нояб. | Дек. | Год  |
| ----------------------------- | ----- | ---- | ---- | ---- | ---- | ---- | ---- | ---- | ---- | ---- | ----- | ---- | ---- |
| Абсолютный максимум, °C       | 35    | 33,3 | 36,7 | 37,2 | 38,9 | 42,8 | 43,9 | 42,8 | 43,3 | 38,9 | 35,6  | 31,1 | 43,9 |
| Средний суточный максимум, °C | 17,7  | 19,4 | 23,3 | 26,9 | 30,2 | 33,4 | 35,2 | 35,6 | 32,9 | 28,6 | 22,9  | 18,7 | 27,1 |
| Средняя температура, °C       | 11,8  | 13,3 | 17,2 | 20,9 | 24,4 | 27,6 | 28,9 | 29,1 | 26,5 | 21,9 | 16,6  | 12,6 | 20,9 |
| Средний суточный минимум, °C  | 5,8   | 7,3  | 11   | 14,9 | 18,7 | 21,7 | 22,7 | 22,6 | 20,2 | 15,2 | 10,2  | 6,5  | 14,7 |
| Абсолютный минимум, °C        | −14,4 | −15  | −7,8 | −1,7 | 3,3  | 11,1 | 13,3 | 12,2 | 5    | −6,7 | −8,3  | −15  | −15  |
| Норма осадков, мм             | 64    | 63   | 60   | 82   | 117  | 95   | 74   | 65   | 94   | 89   | 80    | 71   | 955  |
| Источник: weatherbase.com     |       |      |      |      |      |      |      |      |      |      |       |      |      |

## Население
Согласно переписи населения 2010 года в городе проживало 2550 человек, было 1020 домохозяйств и 635 семей. Расовый состав города: 75,7 % — белые, 17,6 % — афроамериканцы, 0,4 % — коренные жители США, 0,5 % — азиаты, 0,1 % — жители Гавайев или Океании, 3,6 % — другие расы, 2,1 % — две и более расы. Число испаноязычных жителей любых рас составило 15,9 %.
Из 1020 домохозяйств, в 30,1 % живут дети младше 18 лет. 43,7 % домохозяйств представляли собой совместно проживающие супружеские пары (15,3 % с детьми младше 18 лет), в 15,3 % домохозяйств женщины проживали без мужей, в 3,2 % домохозяйств мужчины проживали без жён, 37,7 % домохозяйств не являлись семьями. В 34,2 % домохозяйств проживал только один человек, 17,9 % составляли одинокие пожилые люди (старше 65 лет). Средний размер домохозяйства составлял 2,3 человека. Средний размер семьи — 2,95 человека.
Население города по возрастному диапазону распределилось следующим образом: 26,1 % — жители младше 20 лет, 20,8 % находятся в возрасте от 20 до 39, 29,6 % — от 40 до 64, 23,4 % — 65 лет и старше. Средний возраст составляет 43,3 года.
Согласно данным пятилетнего опроса 2018 года, медианный доход домохозяйства в Халлетсвилле составляет 39 919 долларов США в год, медианный доход семьи — 46 471 доллар. Доход на душу населения в городе составляет 24 445 долларов. Около 30,8 % семей и 26,9 % населения находятся за чертой бедности. В том числе 50 % в возрасте до 18 лет и 19 % старше 65 лет.

## Местное управление
Управление городом осуществляется мэром и городским советом, состоящим из 5 человек. Городской совет назначает из своего состава заместителя мэра.

## Инфраструктура и транспорт
Основными автомагистралями, проходящими через Халлетсвилл, являются:
- автомагистраль 77 США идёт с севера от Ла-Грейнджа на юг к Виктории.
- альтернативная автомагистраль 77 США начинается в Халлетсвилле и идёт на юго-запад к Куэро.
- альтернативная автомагистраль 90 США идёт с востока от Хьюстона на запад к Гонзалесу.

В городе располагается муниципальный аэропорт Халлетсвилл. Аэропорт располагает одной взлётно-посадочной полосой длиной 978 метров. Ближайшим аэропортом, выполняющим коммерческие рейсы, является региональный аэропорт в Виктории. Аэропорт находится примерно в 75 километрах к югу от Халлетсвилла.

## Образование
Город обслуживается независимым школьным округом Халлетсвилл.

## Экономика
Согласно финансовому отчёту города за 2016 финансовый год, Халлетсвилл владел активами на $22,36 млн, долговые обязательства города составляли $1,54 млн. Доходы города составили $7,88 млн, расходы города — $6,98 млн .

## Отдых и развлечения
В Халлетсвилле располагается зал славы техасского чемпионата по игре в домино, зал славы техасских скрипачей, а также исторический музей округа Лавака.
Ежегодно в январе в городе проходит турнир по игре в домино, в марте — фестиваль чешских колаче, в апреле — фестиваль скрипачей Fiddlers Frolics, окружная ярмарка, в сентябре — фестиваль колбасок и польки.

## Город в популярной культуре
Несмотря на то, что реальные события происходили рядом с Ла-Грейнджем, создатели фильма «Лучший бордель в Техасе» использовали живописную центральную площадь Халлетсвилла для съёмок городских пейзажей. В Халлетсвилле также снимали одноимённый фильм ужасов с Гэри Бьюзи в главной роли.
Город также упоминается в песне Роберта Кина «Armadillo Jackel», как город, в котором за убитого броненосца платили два с половиной доллара.
Франшиза Ripley’s Believe It or Not! однажды назвала Халлетсвилл городом тринадцати, поскольку в его английском названии 13 букв, а в 1913 году в городе проживало 1300 человек, было 13 церквей, 13 газет и даже 13 салунов.